# Ruth Sowe
Ruth Adjua Sowe ist eine gambische Diplomatin.

## Leben
Ruth Sowe arbeitete ab mindestens Mitte der 1970er Jahre in der gambischen Botschaft in Brüssel unter Ebou Momar Taal.
Um 1980 arbeitete sie im Außenministerium. Um 1981 war sie geschäftsführende Hochkommissarin (Acting High Commissioner) in Nigeria für Sam Sarr während dessen Abwesenheit. Damit war sie die erste weibliche gambische Leiterin einer diplomatischen Vertretung.
Um 1983 und um 1987 war sie Counsellor an der gambischen Botschaft in Brüssel.
1984 war sie geschäftsführende Staatssekretärin (Acting Permanent Secretary) im Außenministerium.
Ab dem 30. September 1991 war sie als gambische Botschafterin bei der Europäischen Union akkreditiert. In ihren Zuständigkeitsbereich fielen auch mindestens Italien, Deutschland und die Niederlande.
2011 trat sie als Zeugin in einem Gerichtsprozess auf.